# ROADSIDE PROPHET
『ROADSIDE PROPHET』（ロードサイド　プロフェット）は、GRAPEVINEの15枚目のアルバムである。2017年9月6日にSPEEDSTAR RECORDSより発売された。

## 概要
- 前作『BABEL, BABEL』より約1年7ヶ月振りとなるアルバム。
- 『真昼のストレンジランド』以来6年振りに田中和将の作曲した楽曲が収録されたアルバムとなった。
- 「20th Anniversary Limited Edition」と銘打たれた初回限定盤と通常盤の2種類でのリリースとなった。

## 収録曲
1. Arma
作詞：田中和将、作曲：亀井亨
28thシングル。
2. ソープオペラ
作詞：田中和将、作曲：亀井亨
3. Shame
作詞/作曲：田中和将
28thシングルのカップリング。
4. これは水です
作詞：田中和将、作曲：GRAPEVINE
5. Chain
作詞：田中和将、作曲：亀井亨
アルバム発売に先駆け、2017年8月23日に先行配信された。
6. レアリスム婦人
作詞：田中和将、作曲：GRAPEVINE
7. 楽園で遅い朝食
作詞/作曲：田中和将
8. The milk(of human kindness)
作詞：田中和将、作曲：亀井亨
9. 世界が変わるにつれて
作詞：田中和将、作曲：亀井亨
10. こめかみ
作詞：田中和将、作曲：亀井亨
11. 聖ルチア
作詞：田中和将、作曲：亀井亨

### DVD（初回盤限定）
GRAPEVINE STUDIO LIVE 2017

「Arma」music video

RECORDING DOCUMENT 2017